# Неборако, Анисия Алексеевна
Анисия Алексеевна Неборако (10 января 1997) — российская спортсменка, выступающая в синхронном плавании.

## Карьера
Выпускница московской гимназии № 1505.
Тренируется в клубе «Юность Москвы». Тренеры — Татьяна Покровская и Оксана Бурдынюк.
На первых Европейских играх первенствовала в группе, комбинации и в сольной программе.
На данный момент[какой?] является тренером.